# Oecleus quadrileneata
Oecleus quadrileneata är en insektsart som beskrevs av Van Duzee 1912. Oecleus quadrileneata ingår i släktet Oecleus och familjen kilstritar. Inga underarter finns listade i Catalogue of Life.